# Schönheitsfarm
Als Schönheitsfarm oder Beautyfarm werden gewöhnlich Einrichtungen bezeichnet, die außer Kosmetikanwendungen auch  Einrichtungen und Angebote vorhalten, die der Entspannung (Wellness) dienen. In der Regel sind diese Häuser für Frauen konzipiert, die einen mehrtägigen Aufenthalt buchen. Ansonsten lautet die Bezeichnung häufig Day Spa.
Diese Farmen haben meist ein eigenes Schwimmbad sowie eine hauseigene Saunalandschaft. Schönheitsfarmen sind im Gegensatz zu Kurkliniken meist auf Gäste von kurzer Aufenthaltsdauer spezialisiert und ähneln Wellnesshotels. 1955 wurde die erste Schönheitsfarm Europas von Gertraud Gruber in der bayerischen Gemeinde Rottach-Egern eröffnet. Die meisten Schönheitsfarmen befinden sich in Kurorten und Orten, die vom Tourismus leben. 